# Борил
Бори́л — царь Болгарии, из династии Асеней — сын сестры царя Калояна. При нём Болгария, ослабевшая вследствие экспансии соседних держав и сепаратизма крупных феодалов, потеряла ряд областей на юге и западе.

## Вступление на престол
Крупнейший болгарский медиевист Васил Златарский предполагает, что Борил был одним из организаторов заговора против царя Калояна. Из-за престижа Златарского его мнение принималось на веру. Сегодня некоторые болгарские  учёные указывают на то, что нет никаких свидетельств в исторических источниках в пользу гипотезы Златарского.
Борил занял престол (октябрь 1207) в борьбе с другими претендентами из династии Асеней - деспот Алексий Слав и Стрез. Для того, чтобы укрепить свои позиции, он женился на Анне-Анисии, бывшей жене Калояна. Укрепившийся в своей неприступной крепости Мелник в Родо́пских го́рах, Алексий Слав не признал власти Борила. Стрез бежал в Рашку, при поддержке сербов овладел большей частью Македонии, и стал править там. Будущий царь Иван Асень II, сын Ивана Асеня I, бежал сначала к половцам, а потом в одно из русских княжеств, предположительно в Галицко-Волынское княжество.

## Война с крестоносцами
Воспользовавшись ослаблением Болгарии, латинский император Генрих I Фландрский повёл против болгар своё войско, пополненное новыми рыцарями из Фландрии и Нормандии. Борил был наголову разбит у Филиппополя 1 августа 1208 года, несмотря на то, что собрал 33-тыс. войско. Деспот Слав подчинился Генриху и получил в лен захваченные у болгар земли. В 1209 году Борил, опасаясь отпадения Македонии, признал Стреза её правителем и дал ему титул севастократора. Болгария была ещё сильна: когда в 1211 году император Генрих возвращался из похода в Грецию, Борил послал отряды, чтобы занять проходы в горах между Фессалониками и Константинополем. Однако Генрих прогнал болгарские войска, а осенью 1211 года разбил самого Борила в сражении.

## Внутренняя ситуация
Правление Борила характеризировалось дестабилизацией страны. Ряд феодалов объявили о своей независимости.

### Осуждение богомильства
Борил пытался безуспешно упрочить своё положение созывом в 1211 году первый в истории Болгарии собор против богомилов, результатом которого стало составление Борилова синодика.

### Мятеж в Видине
В 1213 году против царя подняли мятеж четверо боляр в дунайском городе Видин. К ним присоединились трое половецких вождей. Не будучи в состоянии справиться в одиночку с ними, Борил обратился за помощью к венгерскому королю Андрашу II. Венгры завоевали для него Видин, захватив при этом Белград и Браничев.

## Союз с Латинской империей
После своих неудач в войнах против Латинской империи Борил предпочёл объединиться с ней против сербов и греков. Генрих нуждался в союзнике против Эпирского царства и непокорных феодалов. В 1213 году был заключён мирный договор между Борилом и Генрихом I. Император женился на дочери Калояна, свадьбу пышно отпраздновали в Константинополе. К союзу присоединился Стрез. Против Латинской империи и Болгарии составили коалицию эпирский деспот Феодор Комнин Дука, деспот Алексей Слав и сербский князь Стефан Первовенчанный. Болгаро-латинский союз не дал ожидаемых результатов. В 1214 году Стрез был убит наёмниками накануне кампании против сербов. Генрих и Борил совершили совместный поход в Сербию, но две армии столкнулись между собой. Каждая из сторон считала, что сражается с сербами. После этого трагического события поход был прекращён. В 1216 году  Борил лишился могущественного союзника - в Салониках умер Генрих І.

## Свержение
В 1218 году Иван Асень II вернулся в Болгарии. В начале он имел только отряд русских наёмников, но вскоре к нему присоединились многие недовольные. После неудачной попытки справиться с претендентом на престол Борил укрылся в Тырново. После семи месяцев осады город пал. Борил пытался бежать, но был схвачен и ослеплён.

## Семья
В 1207 году Борил женился на своей тёте, бывшей жене Калояна. В 1213 году он развёлся и отправил её в монастырь. Имя второй жены Борила неизвестно, существует предположение, что она могла быть дочерью императора Константинополя Пьера II де Куртене и племянницей германского императора Генриха І. У Борила была дочь. В 1214 году она была помолвлена с венгерским престолонаследником Белой.